# Nazionale femminile di calcio dell'Ucraina
La nazionale di calcio femminile del dell'Ucraina è la rappresentativa calcistica femminile internazionale dell'Ucraina, gestita dalla locale federazione calcistica (UAF).
In base alla classifica emessa dalla FIFA il 15 marzo 2024, la nazionale femminile occupa il 34º posto del FIFA/Coca-Cola Women's World Ranking.
Come membro dell'UEFA, partecipa a vari tornei di calcio internazionali, come al Campionato mondiale FIFA, al Campionato europeo UEFA, alla UEFA Women's Nations League, ai Giochi olimpici estivi e ai tornei a invito. Ha partecipato a un'edizione del campionato europeo nel 2009, concludendo alla fase a gironi.

## Storia
La nazionale ucraina giocò la sua prima partita dopo l'indipendenza del paese il 30 giugno 1992 a Kiev contro la Moldavia. L'anno successivo prese parte alle qualificazioni al campionato europeo 1995, concludendo al terzo posto il gruppo 2, nel quale erano presenti anche Russia, Romania e Polonia. Nel corso delle qualificazioni al campionato europeo 1997 vinse prima il suo raggruppamento nella Classe B e poi vinse i play-off contro la Romania, guadagnando l'accesso alla Classe A, dalla quale si aveva la qualificazione alla fase finale del torneo. Nel 1999 raggiunse i play-off per la qualificazione al campionato mondiale 1999, ma venne eliminata dalla Germania. Nelle qualificazioni al campionato europeo 2001 concluse il gruppo 3 della Classe A al terzo posto e venne ammessa ai play-off per l'accesso alla fase finale del torneo; qui giocò contro l'Inghilterra, perdendo sia l'andata che il ritorno.
Nelle qualificazioni al campionato europeo 2009 l'Ucraina concluse al secondo posto alle spalle della Danimarca il gruppo 5, accedendo ai play-off. Qui affrontò la Slovenia e, vincendo sia la gara d'andata che quella di ritorno, conquistò la qualificazione alla fase finale del campionato europeo per la prima volta. Nella fase finale, organizzata in Finlandia, l'Ucraina venne sorteggiata nel gruppo A con Finlandia, Danimarca e Paesi Bassi. Dopo aver perso le prime due gare contro danesi e olandesi, le ucraine vinsero la terza partita contro le padrone di casa finlandesi, grazie alla rete di Ljudmila Pekur – l'altra rete venne realizzata da Daryna Apanaščenko nella sconfitta per 2-1 contro le danesi – ma conclusero il girone al quarto posto e vennero eliminate dalla competizione.
Nelle qualificazioni UEFA al campionato mondiale 2011 la nazionale ucraina vinse il gruppo 4 di un punto sulla Polonia e due sull'Ungheria. Nei successivi play-off venne sconfitta dalla Norvegia nella sfida per l'accesso diretto alla fase finale del campionato mondiale; venne poi sconfitta dall'Italia nella doppia sfida del ripescaggio verso i play-off UEFA-CONCACAF. Furono ancora i play-off a negare all'Ucraina l'accesso alla fase finale del campionato europeo sia per l'edizione 2013, quando venne battuta dall'Islanda, sia per l'edizione 2022, quando venne battuta dall'Irlanda del Nord. E fu nuovamente l'Italia a battere l'Ucraina nei play-off delle qualificazioni UEFA al campionato mondiale 2015, recuperando il vantaggio ucraino nella gara di ritorno a Leopoli.
Nell'edizione inaugurale della UEFA Women's Nations League la nazionale ucraina venne inserita nella Lega B e riuscì a mantenere la categoria dopo aver superato la Bulgaria negli spareggi.

## Partecipazione ai tornei internazionali
Legenda: Grassetto: Risultato migliore, Corsivo: Mancate partecipazioni

## Selezionatori
| Anni      | Nome                |
| --------- | ------------------- |
| 1992-1994 | Oleksandr Čubarov   |
| 1994-2000 | Serhij Kačkarov     |
| 2000-2002 | Anatolij Piskovec'  |
| 2003-2004 | Mykola Lytvyn       |
| 2005-2006 | Volodymyr Kulajev   |
| 2007-2015 | Anatolij Kucev      |
| 2015-2018 | Volodymyr Reva      |
| 2018-2021 | Natalija Zinčenko   |
| 2021-2023 | Lluís Cortés        |
| 2023-     | Volodymyr P"jatenko |

## Tutte le rose

### Europei
Campionato d'Europa UEFA 20091 Zvaryč, 2 Mazurenko, 3 Čorna, 4 Kotyk, 5 Jakovyšyn, 6 Pekur, 7 Chodyrjeva, 8 Bojčenko, 9 Djatel, 10 Friško, 11 Zinčenko, 12 Baranova, 13 Titova, 14 Vaščenko, 15 Lemeško, 16 Lyšafaj, 17 Apanaščenko, 18 Suchorukova, 19 Masal's'ka, 20 Vasyljuk, 21 Romanenko, 22 Samson, CT: Kucev

## Palmarès
- Albena Cup: 1

2000